# Glenea adelpha
Glenea adelpha es una especie de escarabajo del género Glenea, familia Cerambycidae. Fue descrita científicamente por Thomson en 1858.
Habita en Camerún, Costa de Marfil, Gabón, Guinea Ecuatorial, Liberia, Nigeria, República Centroafricana, República Democrática del Congo y República del Congo. Esta especie mide 10-15 mm.